# Meryeurus servillei
Meryeurus servillei là một loài bọ cánh cứng trong họ Cerambycidae.